# 豪格斯多夫
豪格斯多夫是奥地利下奥地利州霍拉布伦县的一个市镇。总面积21.23平方公里，总人口1670人，人口密度78.7人/平方公里（2005年）。